# لون كاذب

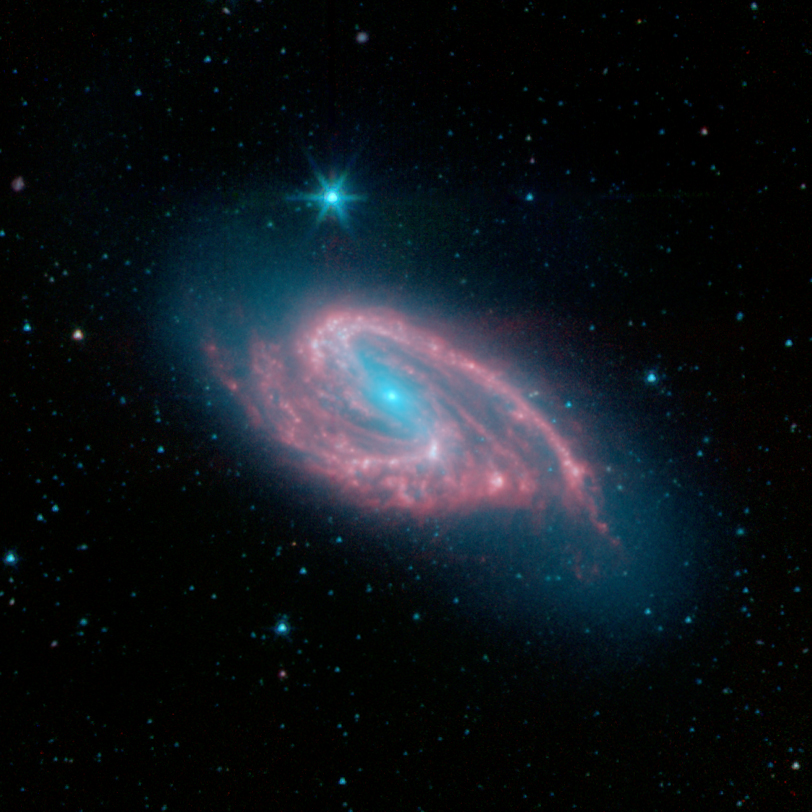
تُظهر هذه الصورة المركبة ذات الألوان الزائفة للمجرة الحلزونية ميسيه 66 مزيجًا من أربعة نطاقات طيفية في الأشعة تحت الحمراء، تمتد من 3.6 إلى 8.0 ميكرومتر. ولتعزيز وضوح انبعاثات الهيدروكربونات العطرية متعددة الحلقات، تم طرح مساهمة ضوء النجوم (المقاسة عند 3.6 ميكرومتر) من نطاقي 5.8 و8 ميكرومتر.

يشير مفهوما الألوان الزائفة والألوان شبه الزائفة إلى تقنيات تلوين تُستخدم لعرض الصور بألوان قد تكون مأخوذة من أجزاء مرئية أو غير مرئية من الطيف الكهرومغناطيسي. في الصور ذات الألوان الزائفة، يتم تمثيل الأجسام بألوان تختلف عن تلك التي تظهر في الصور الفوتوغرافية التقليدية ذات الألوان الحقيقية، حيث تُخصص ألوان محددة لموجات ضوئية لا تستطيع العين البشرية إدراكها بشكل طبيعي.
بالإضافة إلى ذلك، هناك أشكال أخرى من الألوان الزائفة، مثل الألوان شبه الزائفة، وتقنيات تقطيع الكثافة، والمخططات اللونية (Choropleths)، والتي تُستخدم في تصوير البيانات بصريًا. تُطبق هذه الأساليب على بيانات مأخوذة من قناة تدرج رمادي واحدة أو على معلومات لا تتعلق مباشرة بالطيف الكهرومغناطيسي، مثل تمثيل التضاريس في الخرائط الطبوغرافية أو تمييز الأنسجة المختلفة في التصوير بالرنين المغناطيسي.